# Eulocastra capnoessa
Eulocastra capnoessa är en fjärilsart som beskrevs av Hans Zerny 1915. Eulocastra capnoessa ingår i släktet Eulocastra och familjen nattflyn. Inga underarter finns listade i Catalogue of Life.